# Age of Empires (videojoc)
Age of Empires és un videojoc d'estratègia en temps real per a ordinadors personals, el primer de la sèrie homònima, llançat el 26 d'octubre de 1997 i escenificat en una línia del temps de 3000 anys, des de la primerenca de l'Edat de pedra fins a l'edat de ferro. El jugador té l'opció de triar entre dotze civilitzacions. Es poden veure diversos tipus de civilitzacions les quals depenent de la seva elecció afavoreixen certes estratègies, per la simple raó que cadascuna té bonificacions particulars en el joc, aquestes són: Grècia, Minoica, Fenícia, Egipte, Assíria, Sumèria, Babilònia, Persa, hitites, Shang, Choson, Yamato. El joc té una expansió anomenada "The Rise of Rome", amb més civilitzacions, unitats i tecnologies. Les partides desades al joc normal (no a l'expansió) poden ser carregades des del mateix i també des de l'expansió. Les partides desades a l'expansió només poden carregar des d'aquesta expansió. Així mateix, hi ha una versió portàtil del joc programada per al sistema operatiu Windows Mobile -Pocket PC- creada per l'empresa Ziosoft. Malgrat que aquest joc portable s'ajusta a les limitacions gràfiques i de rendiment que aquests aparells presenten, la seva jugabilitat s'equipara a la del seu germà gran.

## Unitats
Les unitats són la part més important del joc, atès que el joc es perd quan no queda cap unitat. N'hi ha diferents tipus, des de vilatans que serveixen per recol·lectar aliments i construir edificis fins a carros de combat.

### Vilatans
Els vilatans són els treballadors de la civilització que s'encarreguen d'aconseguir recursos i de construir i reparar edificis i vaixells. Tanmateix, els vilatans poden ser emprats per atacar, tot i que són febles contra unitats de guerra. Els vilatans, per atacar, utilitzen al començament un os gran i més endavant, a l'edat de ferro, un trident.

### Unitats de guerra
Les unitats de guerra són emprades per batallar contra les tropes enemigues i s'han de crear en un edifici militar, l'entrenament de les quals pren un cert temps, això depèn de la unitat en qüestió. Les unitats de guerra poden variar i convertir-se en versions més fortes si es desenvolupen tecnologies disponibles a l'edifici en què foren creades. Hi ha tres edificis bàsics en què es pot crear unitats militars, cadascun amb una especialitat: infanteria a peu, a cavall i a distància. A més a més, hi ha uns altres cinc tipus d'edificis que creen unitats i més de quinze tipus d'unitats: infanteria cos a cos, que comprèn soldats d'espasa fins a legions, infanteria d'arquers, cavalleria d'exploració, cavalleria pesant (que inclou catafractes), els carros de guerra (que poden ser de cos a cos o d'arquers, però ambdós necessiten que la tecnologia de la roda sigui descoberta), els elefants de guerra (ja siguin cos a cos o d'arquers) i la infanteria d'elit, que inclou des dels hoplites fins als centurions.

### Força naval
En algunes civilitzacions les guerres navals són molt importants. Algunes que històricament no tenien flotes poderoses per al combat en alta mar tenen limitada aquesta tecnologia. Tanmateix, el jugador pot construir amb totes les civilitzacions navilis mercants i navilis de transport (alguns amb més capacitat), algunes civilitzacions poden construir el Trireme i algunes es veuen limitades a galeres de guerra, així com només algunes civilitzacions poden construir galeres de foc i destructors, que són grans vaixells de setge.

### Armes de setge
Són importants en el joc a causa del gran dany que poden causar a edificis enemics i a grups d'unitats enemigues, per tenir-ne cal construir un taller de màquines de setge, on es poden construir catapultes i ballestes, les quals es poden millorar a catapulta pesant i helepolis respectivament, a més poden ser millorades al centre governamental amb foc i millorant-ne els projectils. Són armes molt lentes i amb poca resistència, per la qual cosa cal acompanyar-les sovint amb unitats militars que les escortin. Cal destacar que totes dues, la catapulta i la ballesta, i les seves versions millorades, fan dany fins i tot a les unitats pròpies i aliades que es trobin al camp d'objectiu dels seus projectils.

### Edició definitiva
El Juny de 2017, fou anunciada una versió remasteritzada en qualitat 4K amb una banda sonora millorada i d'altres millores. La data de llançament fou el 20 de febrer de 2018.